# Jens Christopher Schurmann
Jens Christian Schurmann (16. juni 1812 på Sallerupgård ved Faaborg – 10. december 1891) var en dansk politiker, seminarieforstander og præst.
Jens Christian Schurmanns far, Johannes Nicolai Schurmann, var forpagter og moren var Jacobine Caroline født Hasner. 1830 blev han student fra Nyborg med egregie (udmærkelse ved embedseksamen) for dansk og latin, og så længe han levede, vedblev han at skrive sit modersmål rent og elske de latinske klassikere. Til trods for trange kår i sin studentertid tog han 1835 teologisk eksamen med egregie. Han fik nu Borchs Kollegium, blev pronotar ved det teologiske fakultet og en skattet manuduktør. Tillige fortsatte han sine studier, deltog i "Lyceums" latinske disputereøvelser og var medbestyrer i "Studentersamfundet". 1846 blev han residerende kapellan ved Frue Kirke i Aalborg og sognepræst til Sønder Tranders.
Grebet af de politiske og nationale strømninger blev han repræsentant for Aalborg i den grundlovgivende Rigsdag, hvor han indtog en fremskudt plads og var medlem af det snævrere grundlovsudvalg. Efter opfordring fra kultusminister Johan Nicolai Madvig overtog han 1851 pladsen som forstander for seminariet i Skårup (og tillige som sognepræst), og i sin 40årige virksomhed her viste han sig som en af vore dygtigste seminarieforstandere. Ved sine grundige kundskaber og sit klare hoved var han en fortrinlig lærer, og ved sin åndelige overlegenhed udøvede han en gavnlig påvirkning på eleverne. han misbilligede seminariereformen af 1867, hvis uheldige følger han forud havde påvist.
Sin seminariegerning elskede han, og hverken Ribe bispestol, der blev tilbudt ham 1867, eller udsigten til at blive landstingsmand eller kultusminister fristede ham. Schurmann var medlem af Kirkekommissionen af 1868, og ministeriet æskede ofte hans betænkninger i seminariespørgsmål. 1859 blev han titulær professor og 1879 æresdoktor i teologi. 1853 udgav Schurmann Historiske Efterretninger om det kgl. Skolelærerseminarium i Skaarup 1803-53 og senere årlige programmer; desuden skrev han nogle pjecer og afhandlinger i tidsskrifter, deriblandt Valkendorferne paa Klingstrup (i Samlinger til Fyens Historie og Topografi IX). Ved sin afsked 1891 blev han Kommandør af Dannebrog (2. grad). Han døde 10. december samme år.
Ægtede 28. april 1847 Cathrine Marie Jensen, datter af sognepræst Chr. Jensen i Kirke Saaby og Kisserup og Cathrine Marie født Schurmann.